# Xemà Israel

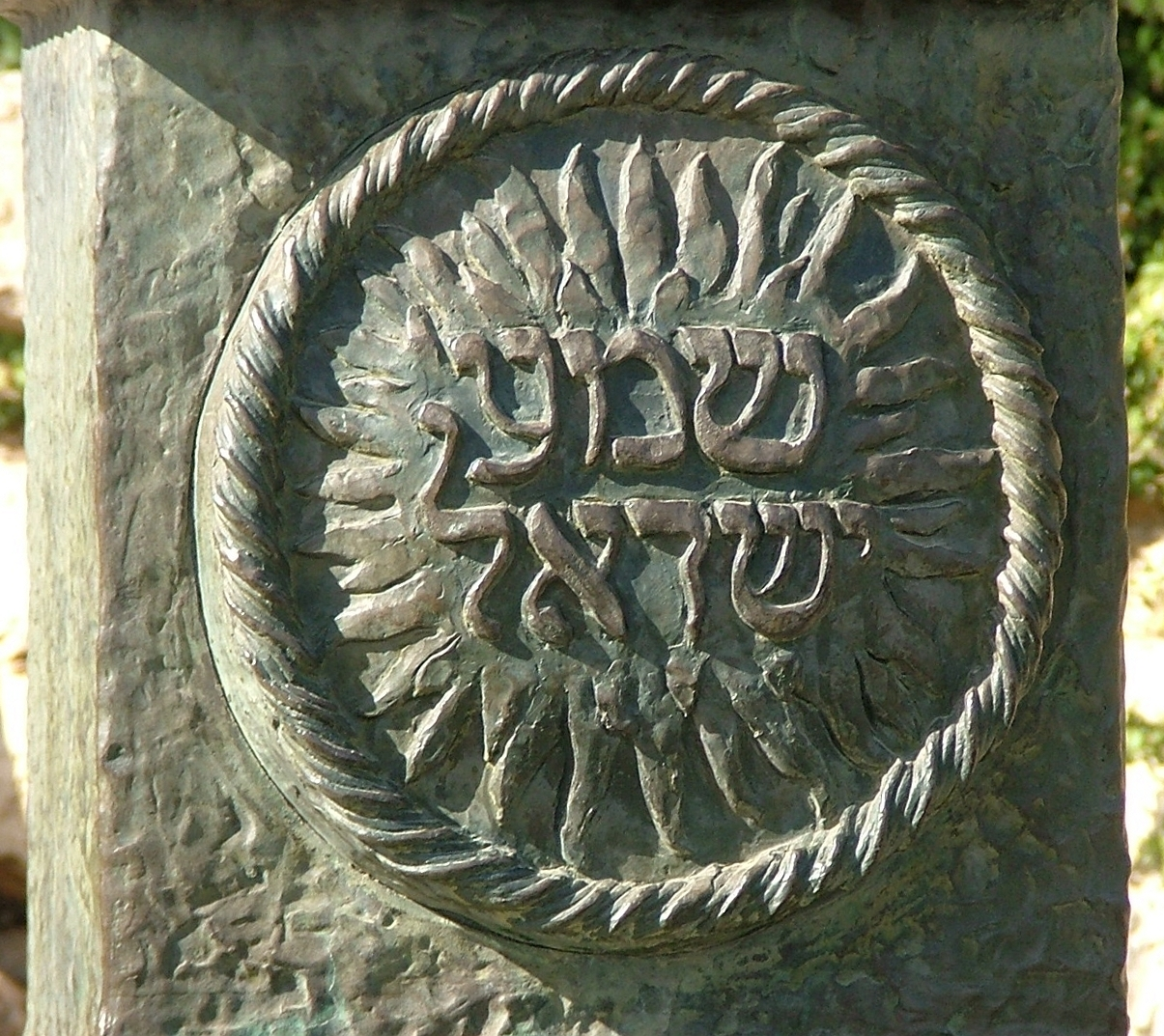
Xemà Israel, inscripció hebrea que apareix en la Menorà de la Knéset a Jerusalem. Obra de Benno Elkan, realitzada el 1956

Xemà Israel (en hebreu: שמע ישראל) (en català: "Escolta, Israel") és el nom d'una de les principals pregàries jueves El seu nom reprèn les dues primeres paraules de la pregària en qüestió, sent aquesta al seu torn l'oració més sagrada del judaisme. L'oració així mateix reapareix en els Evangelis de Marc i Lluc; a vegades forma també part de la litúrgia cristiana. Mitjançant aquesta pregària, els observants manifesten la seva creença en Déu, expressant amb fervor el seu monoteisme: 
| « | שמע ישראל אדוני אלוהינו אדוני אחד Shemà Israel, Adonai Eloheinu, Adonai Echad. | » |

Els yehudim han de recitar la xemà dues vegades al dia: al matí, des del moment en què hi ha prou llum diürna, i de nit, des de la sortida dels estels fins a la matinada.
El xemà es recita després d'unes benediccions prèvies, i després de recitar el xemà, hi ha unes benediccions posteriors, el xemà està format per quatre parts:
- El xemà pròpiament dit: Xemà Israel, Adonai Eloheinu, Adonai Echad, 'Escolta Israel, Adonai és el nostre Senyor, Adonai és Un'. Afirmació del monoteisme.
- Veahavta ('Estimaràs'). Es refereix als fonaments principals del judaisme, és a dir, el fet de transmetre a cada fill el fet de "estimar a Déu amb tot el teu cor, amb tota la teva ànima, i amb tota la teva força"; cal afegir a això la col·locació dels tefil·lín i la mezuzà, així com l'obligació de recitar el xemà dues vegades al dia.
- Vehaiá ('Compliran'). Consta de dues parts. La primera suggereix una recompensa: "si respectes els preceptes (mitsvot), Déu donarà pluja a les teves terres, i pa i vi als teus fills". La segona pressuposa una amenaça: "de no respectar els preceptes, Déu provocarà sequeres a les teves terres". Tot això ha d'entendre's en el seu context apropiat, és a dir, considerant que els antics israelites eren un poble agricola, i per tant, la seva supervivència, en bona part depenia de l'agricultura.* Vaiomer Adonai ('I Adonai va ordenar'). Es refereix a l'ús dels tzitzit i la col·locació del tal·lit.

## Història

Xemà Israel, començament de la tradicional pregària hebrea. Text masorètic, on les lletres ayin (ע) i dalet (ד) es destaquen per la seva grandària, per a formar la paraula Ed (עד—'testimoni').

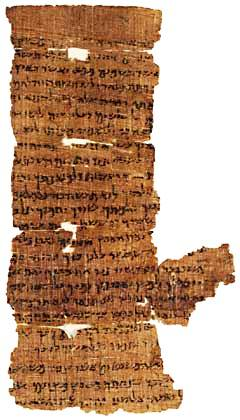
Papir de Nash amb els Deu manaments i el Xemà Israel, Egipte, 200 AC.

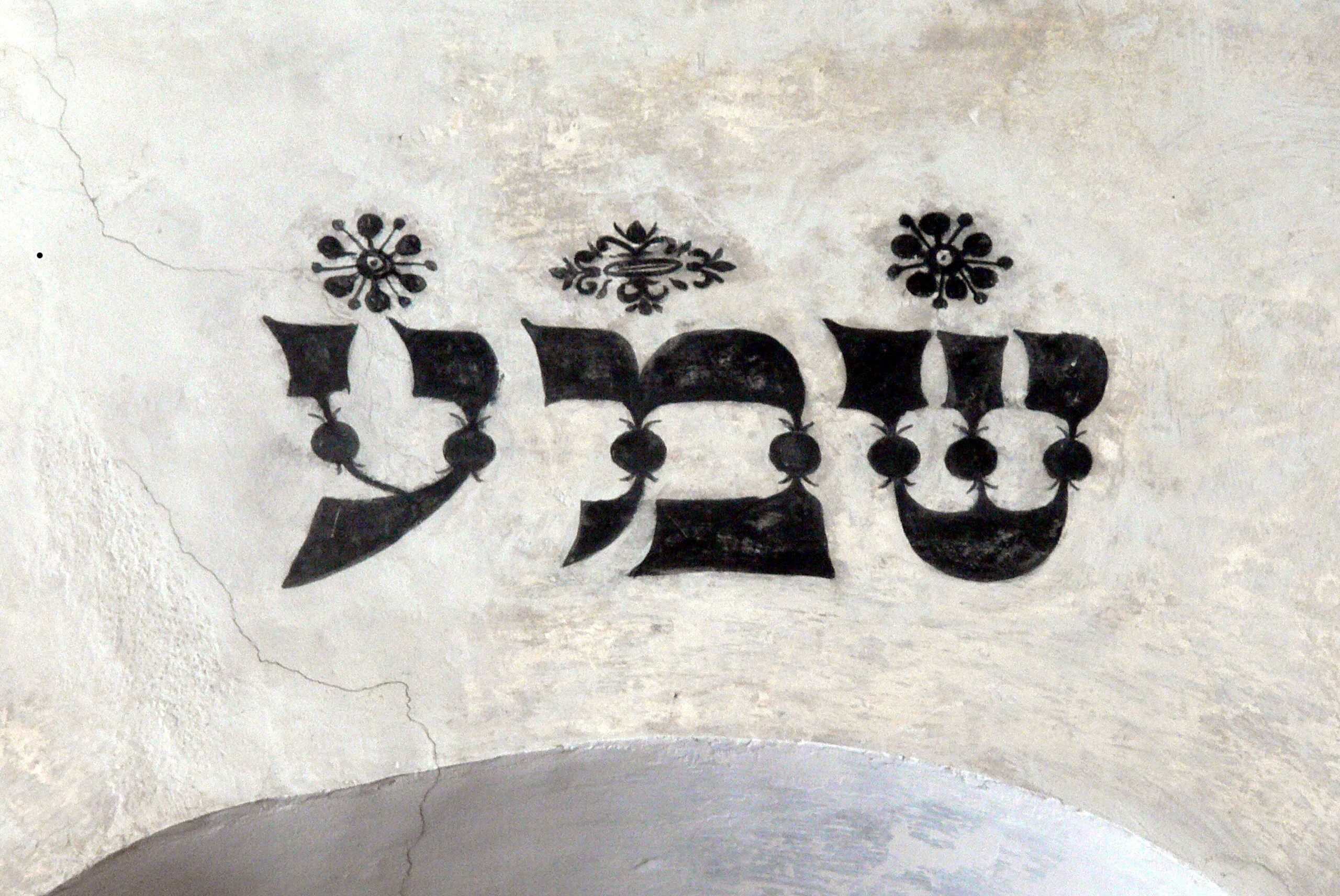
Al·lusió a la pregària Shemá Israel: la paraula hebrea "Xemà" pintada en un parietal de la Nova Sinagoga de Zadni, Třebíč, República Txeca. Cal·ligrafia hebrea asquenazita, desenvolupada per Arie Leib, fill de Eljanana de Jerusalem, 1705/7

El Xemà Israel consistia originalment en un únic vers que apareix en el cinquè i darrer llibre de la Torà, en el Llibre de Deuteronomi, Deuteronomi 6:4. Un versicle que diu: "Escolta, oh Israel, el Senyor és el nostre Déu, el Senyor és Un" (שְׁמַע יִשְׂרָאֵל יְהוָה אֱלֹהֵינוּ יְהוָה אֶחָד Xemà Israel, Adonai Eloheinu, Adonai Echad), és considerat l'expressió fonamental de la creença jueva monoteista.
No obstant això, la pregària litúrgica consisteix en tres fragments extrets dels llibres del Deutoronomi, i del llibre dels Nombres. Aquestes tres parts són considerades com una reminiscència de l'èxode d'Egipte, i es refereixen a qüestions centrals de la creença jueva.
El Talmud assenyala que en els tres textos es poden trobar subtils referències als Deu Manaments. Com aquests van ser retirats de l'oració quotidiana, en el període de la Mixnà, la Xemà és vista com una oportunitat per a commemorar els Deu Manaments.
El text hebreu dels dos primers paràgrafs de la Xemà, tal com s'escriuen en una mezuzà:
Xemà Israel, Adonai Eloheinu, Adonai Echad
Es diu en veu baixa: (Baruch Shem Kevod Malchuto Leolam Vaed)
Des de fa molt temps, els jueus han evitat escriure o pronunciar el nom de Déu, tal com fou revelat a Moisès en el Mont Sinaí (Èxode 3:14) les lletres hebrees per escriure el nom de Déu són: yod hei vav hei, (YHVH) normalment no s'escriu, ni es pronuncia per considerar-ho un nom sagrat. La paraula Adonai significa "Nostre Senyor", i es fa servir en lloc del nom sagrat YHWH.

## Papir de Nash
El Papir de Nash conté parts dels Deu Manaments provinents d'Èxode 20 i alguns versicles provinents de Deuteronomi 5 i 6. En analitzar el Papir de Nash s'observa que les seves 24 línies estan incompletes, doncs al principi i al final, a algunes paraules els falten algunes lletres. No és un manuscrit bíblic comú, sinó un text combinat que posseeix un propòsit especial. En principi es tracta d'una col·lecció d'instruccions que recorda al jueu practicant el seu deure envers Déu.
Punt en el passat com en el present els practicants jueus pronuncien amb freqüència una secció de les Escriptures que comença amb Deuteronomi 6:4, i que es coneix com la Xemà. Aquest versicle diu: “Escolta, Oh Israel: Adonai, és Nostre Senyor, Adonai és Un".
El tetragramaton (IHVH), que apareix en aquest versicle s'inclou dues vegades en l'última línia del papir, i apareix en cinc llocs més. També apareix una vegada sense la primera lletra.
El propòsit principal de la Xemà és recalcar la singularitat i unicitat de Déu. Segons el Talmud, la darrera paraula de la pregària és: Echad (1). La paraula Yachid es refereix a una unitat absoluta, rep un especial èmfasi, i cal allargar el so, quan aquesta paraula és pronunciada.

## Tradició cristiana
La Xemà és citada en el Nou Testament, específicament en l'Evangeli segons Marc. A Marc 12:29-31 es llegeix que Jesús de Natzaret va considerar al Xemà com el primer de dos manaments basats en el Levític.
| « | 28 Llavors un dels mestres de la Llei, que havia sentit la discussió i havia trobat bona la resposta de Jesús, se li va acostar i li va fer aquesta pregunta: --Quin és el primer de tots els manaments? 29 Jesús va respondre: --El primer és: Escolta, Israel: el Senyor és el nostre Déu, el Senyor és l'únic. 30 Estima el Senyor, el teu Déu, amb tot el cor, amb tota l'ànima, amb tot el pensament i amb totes les forces. 31 El segon és aquest: Estima els altres com a tu mateix. No hi ha cap manament més gran que aquests. | » |

En l'Evangeli de Lluc 10:25-28, la Xemà està un cop més lligada a Levític 19:18, en aquest cas per qui interroga a Jesús i davant el consentiment del Natzaré:
| « | 25 I fou aquí quan un interpret de la Llei es va aixecar i va dir, per provar-lo: Mestre, ¿que cal fer per heretar la vida eterna? 26 Ell li va dir: ¿que està escrit en la Llei? com llegeixes? 27 Aquell responent, va dir: Estimaràs al Senyor el teu Déu amb tot el teu cor, amb tota la teva ànima, amb totes les teves forces, i amb tota la teva ment, i estimaràs al teu proïsme com a tu mateix. 28 I li va dir: bé has respost, fes això, i viuràs. | » |

El Xemà ha estat també incorporat en la litúrgia i la exegesis cristianes, tant en el catolicisme, com en altres denominacions com l'anglicanisme.

## Tradició musulmana
Donat que l'islam afirma derivar de la fe d'Abraham, el patriarca comú de jueus i àrabs, les pregàries d'aquests creients monoteistes, presenten molt en comú. Particularment existeix una forta semblança entre la principal oració jueva i la xahada islàmica. Dedicada al monoteisme, també la Sura 112 de l'Alcorà presenta similituds amb la Xemà i les dues emfatitzen la unicitat de Déu: la paraula àrab Tawhid: "أَحَدٌ", és equivalent a la paraula hebrea Echad: אחד .